# Humariaceae
Humariaceae is een familie van de Pezizomycetes, behorend tot de orde van Pezizales.

## Taxonomie
De familie Humariaceae bestaat uit de volgende geslachten:
- Aleuria -> later overgezet naar de familie Pyronemataceae
- Anthracobia -> later overgezet naar de familie Pyronemataceae
- Humaria
- Octospora -> later overgezet naar de familie Pyronemataceae
- Scutellinia -> later overgezet naar de familie Pyronemataceae